# Raionul Hîncești
Raionul Hîncești este un raion din partea centrală a Republicii Moldova în zona Codrilor. Centrul rezidențial este municipiul Hîncești, situat la o distanță de 35 km de capitala Chișinău.
La vest, raionul este mărginit de județele Iași și Vaslui din România, la nord de raioanele Nisporeni și Strășeni, la est raionul Ialoveni, la sud raionul Cimișlia. Raionul Hîncești este traversat de importante căi de acces spre România și Ucraina: M1 (Chișinău–Leușeni/Albița) și R3 (Chișinău–Basarabeasca/Serpneve) etc.
Teritoriul raionului alcătuiește 1.483,4 km2, ceea ce constituie 4,6 % din suprafața Republicii Moldova.
Raionul Hîncești are în total 63 de localități, inclusiv 1 municipiu – Hîncești – și 62 de sate. În structura teritorial-administrativă sunt incluse 39 de primării.

## Istorie
Raionul a fost înființat la 11 noiembrie 1940, cu denumirea de „raionul Cotovschi” (rusă Котовский район) și cu centrul raional în orășelul Cotovscoe, actualmente orașul Hîncești.
La 9 ianuarie 1956, în legătură cu desființarea raionului Chișinău, o parte din teritoriul acestuia a intrat în componența raionului Cotovsc. La 25 decembrie 1962, în legătură cu desființarea raionului Cărpineni, o parte din teritoriul acestuia a intrat în componența raionului Cotovschi. La 25 martie 1977 o parte din teritoriul raionului a fost transferată în nou-creatul raion Kutuzov (Ialoveni).
În 1991 orașul a recăpătat denumirea istorică Hîncești, iar raionul Cotovschi a devenit raionul Hîncești.
Între anii 1999 și 2003 raionul Hîncești intra în componența județului Lăpușna.

## Demografie

### Statistici vitale
Principalii indicatori demografici, 2013:
- Natalitatea: ▼1.315 (10,9 la 1.000 locuitori)
- Mortalitatea: ▼1.363 (11,3 la 1.000 locuitori)
- Spor natural: -48

Populația raionului Hîncești constituie 118.922 de persoane, clasându-se pe locul al treilea în republică.

### Structura etnică
| Grup etnic | Populație | % Procentaj* |
| ---------- | --------- | ------------ |
| Moldoveni  | 111.235   | 92,88%       |
| Ucraineni  | 7.218     | 5,19%        |
| Ruși       | 1.463     | 1,22%        |
| Țigani     | 291       | 0,24%        |
| Găgăuzi    | 212       | 0,18%        |
| Bulgari    | 100       | 0,08%        |
| Alții      | 244       | 0,20%        |

## Administrație și politică
Președintele raionului Hîncești este Iurie Levinschi (PSDE), reales la 1 decembrie 2023.
În Consiliul Raional Hîncești activează patru comisii de specialitate:
- Comisia pentru buget și finanțe
- Comisia agricultură, comerț și ecologie
- Comisia sănătate și protecție socială
- Comisia învățământ, cultură și sport

Componența acestuia (33 de consilieri), conform rezultatelor alegerilor locale din 5 noiembrie 2023, este următoarea:
|  | Partid                                        | Consilieri | Componență | Componență | Componență | Componență | Componență | Componență | Componență | Componență | Componență | Componență | Componență | Componență |
|  | --------------------------------------------- | ---------- | ---------- | ---------- | ---------- | ---------- | ---------- | ---------- | ---------- | ---------- | ---------- | ---------- | ---------- | ---------- |
|  | Partidul Acțiune și Solidaritate              | 12         |            |            |            |            |            |            |            |            |            |            |            |            |
|  | Partidul Social Democrat European             | 9          |            |            |            |            |            |            |            |            |            |            |            |            |
|  | Partidul Dezvoltării și Consolidării Moldovei | 4          |            |            |            |            |            |            |            |            |            |            |            |            |
|  | Partidul Socialiștilor din Republica Moldova  | 3          |            |            |            |            |            |            |            |            |            |            |            |            |
|  | Platforma Demnitate și Adevăr                 | 3          |            |            |            |            |            |            |            |            |            |            |            |            |
|  | Partidul Liberal Democrat din Moldova         | 1          |            |            |            |            |            |            |            |            |            |            |            |            |
|  | Partidul Național Liberal                     | 1          |            |            |            |            |            |            |            |            |            |            |            |            |

## Galerie de imagini

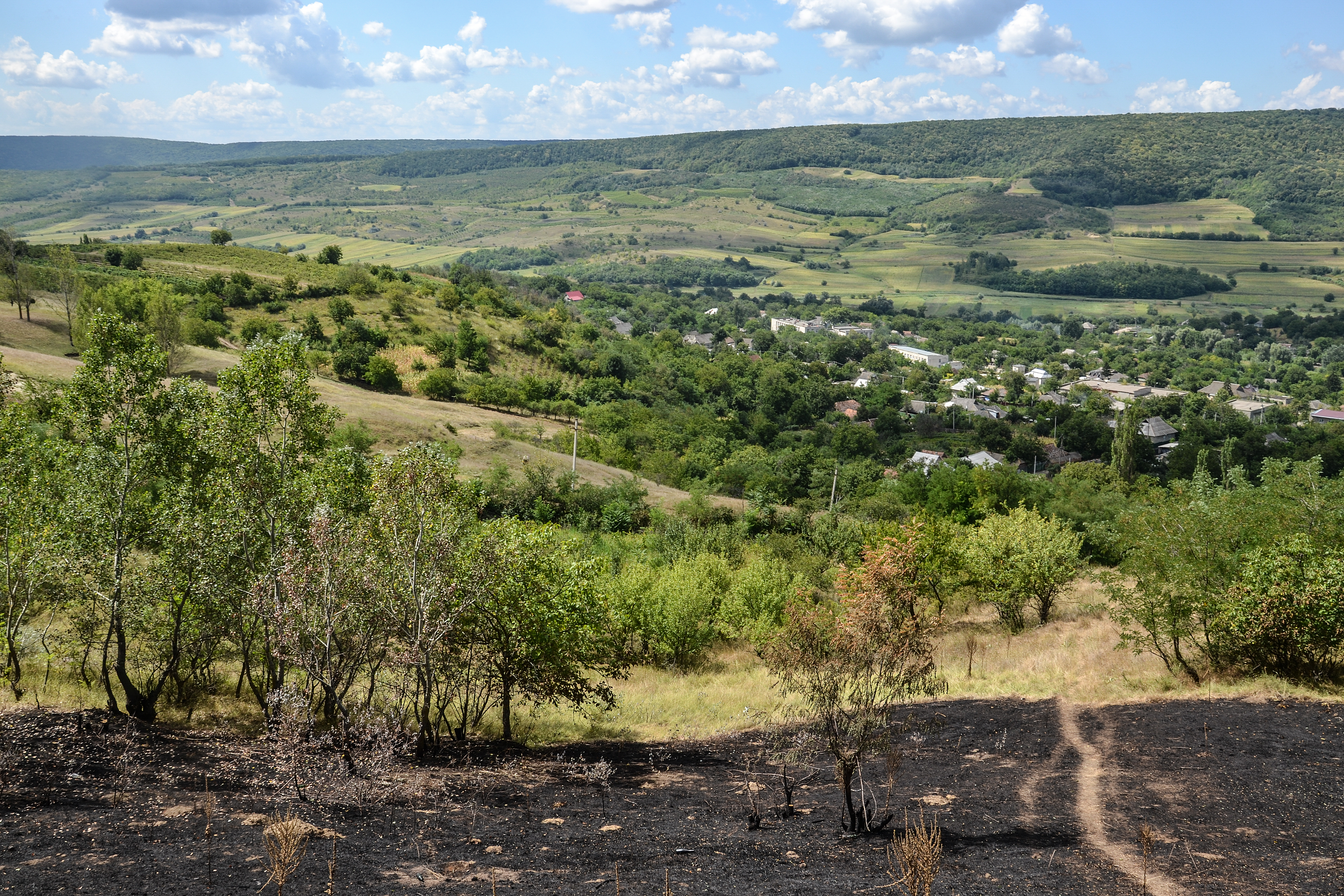
Peisaj din raion
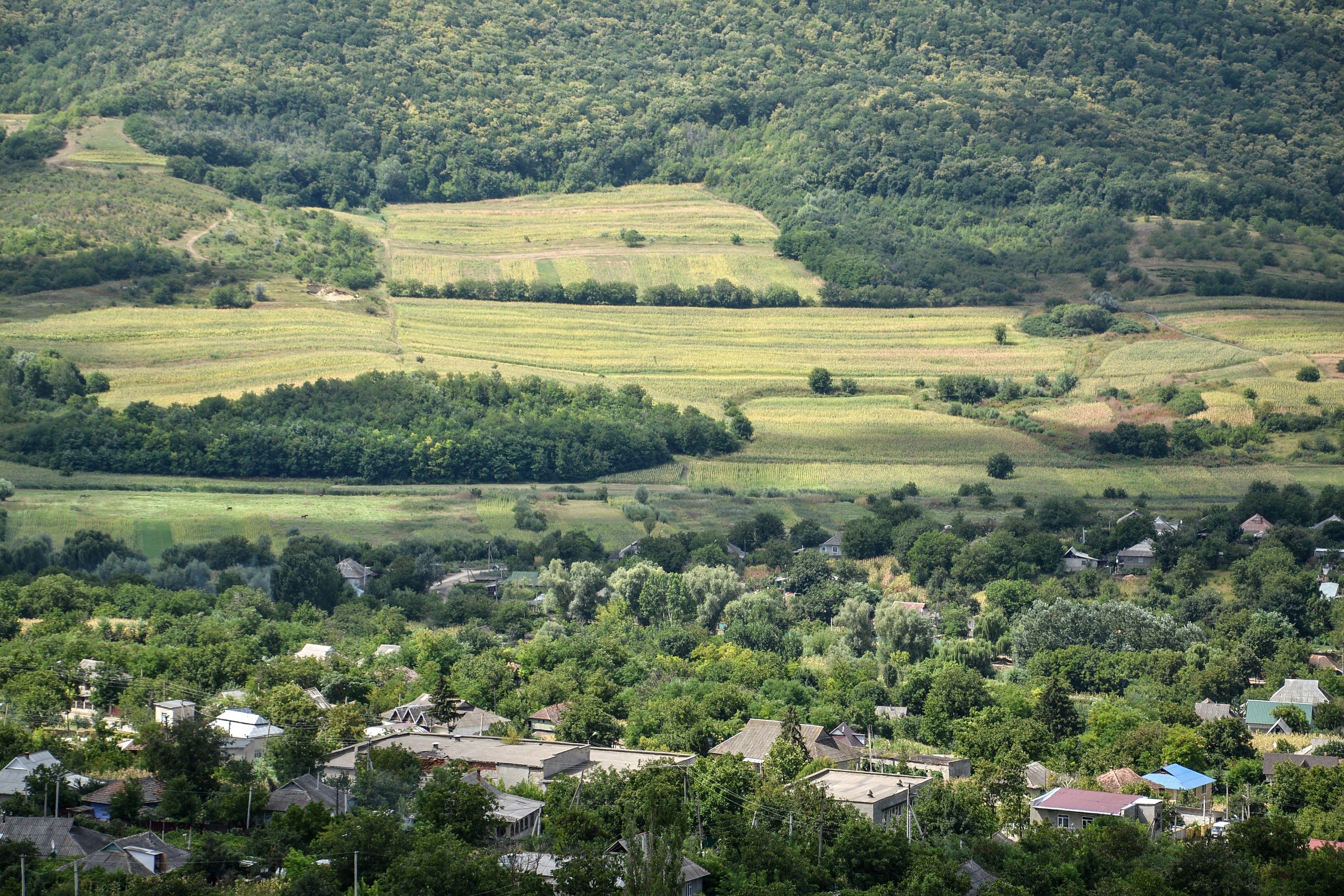
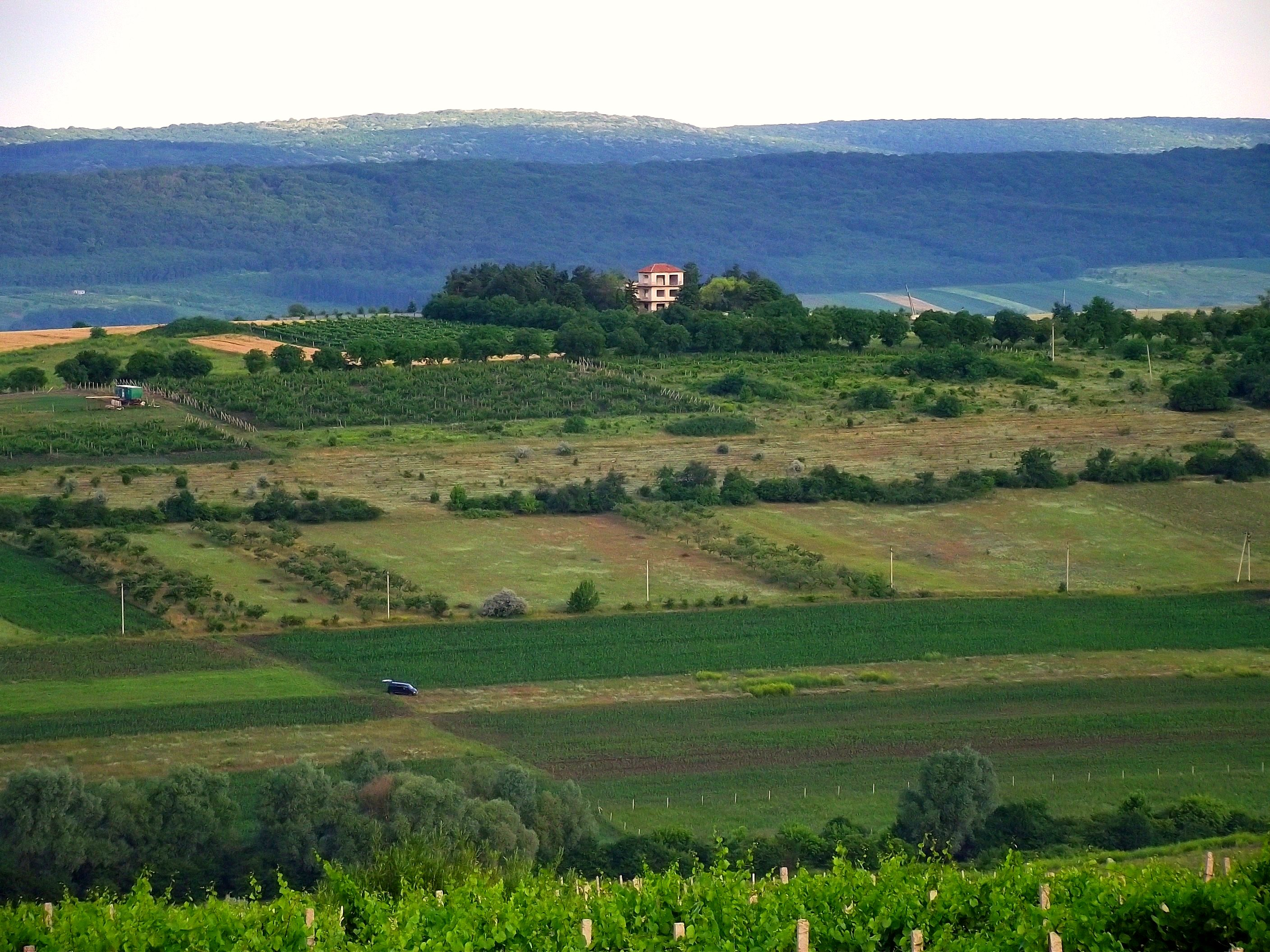
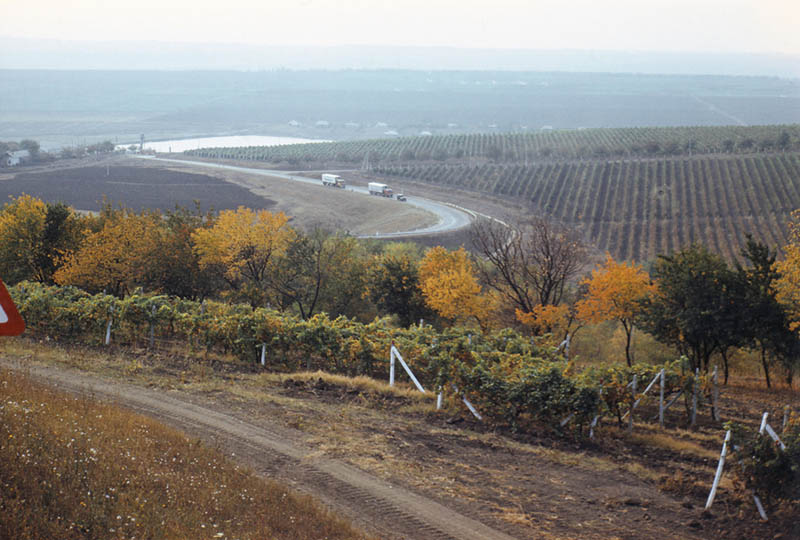
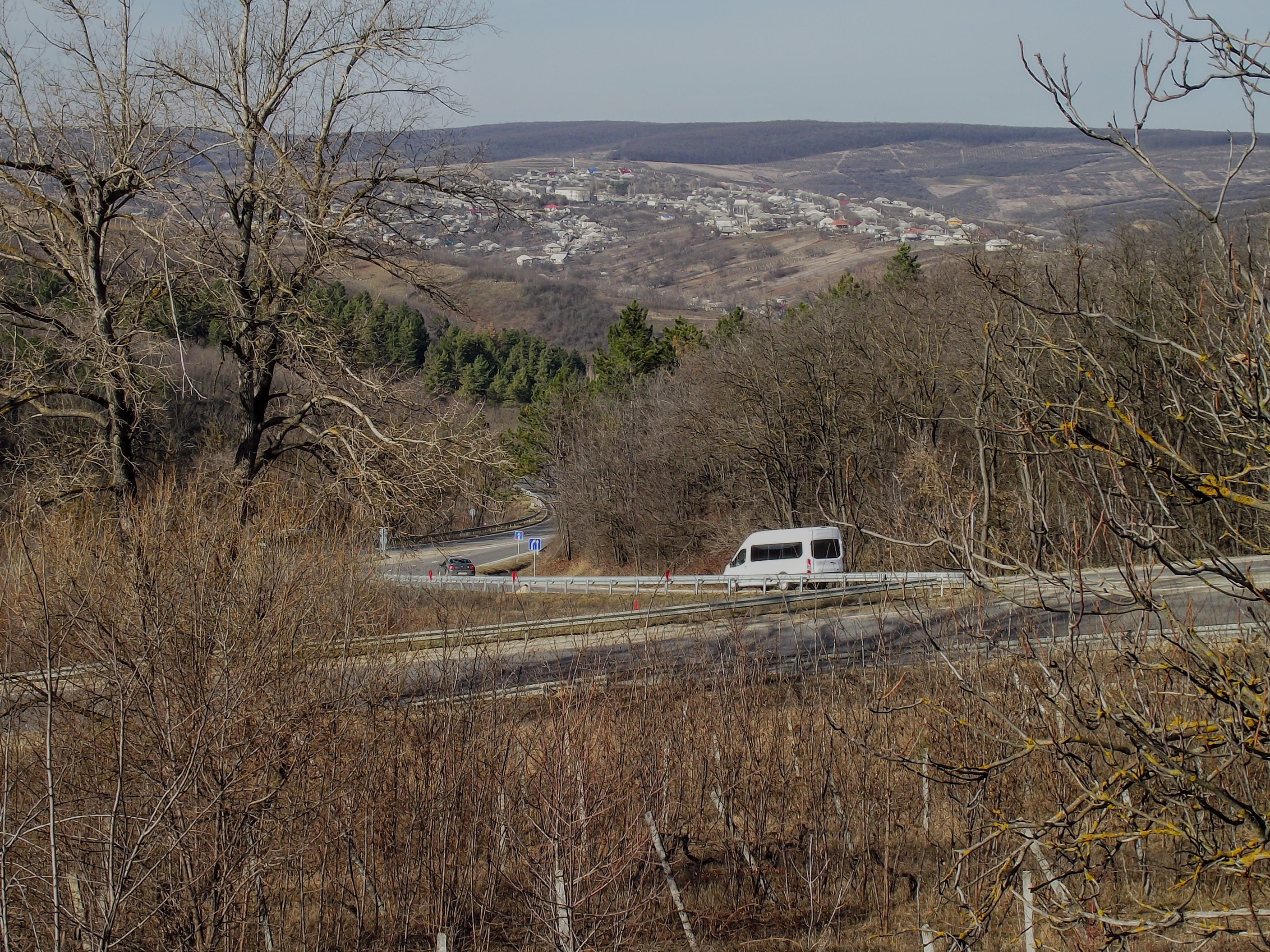
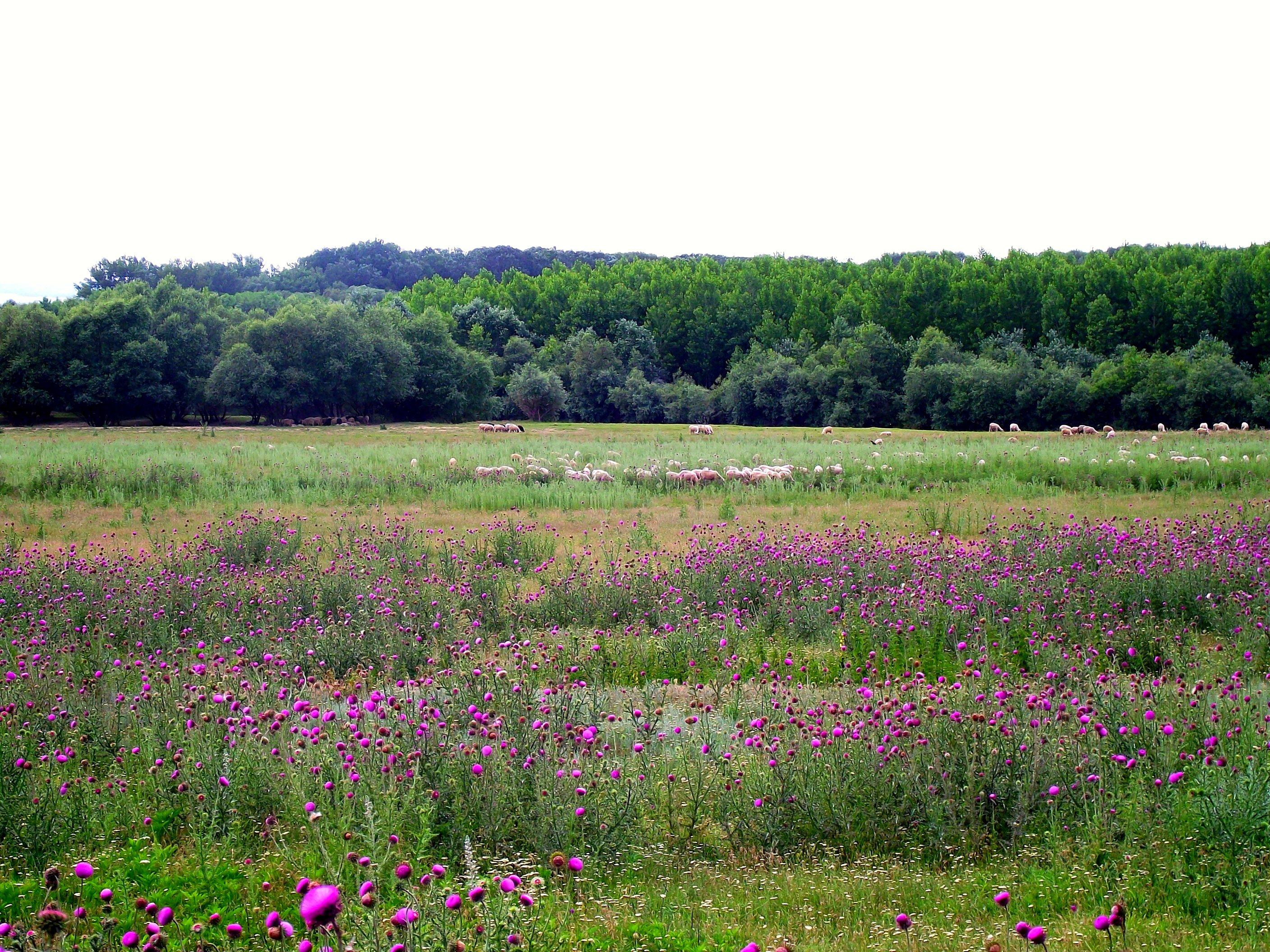
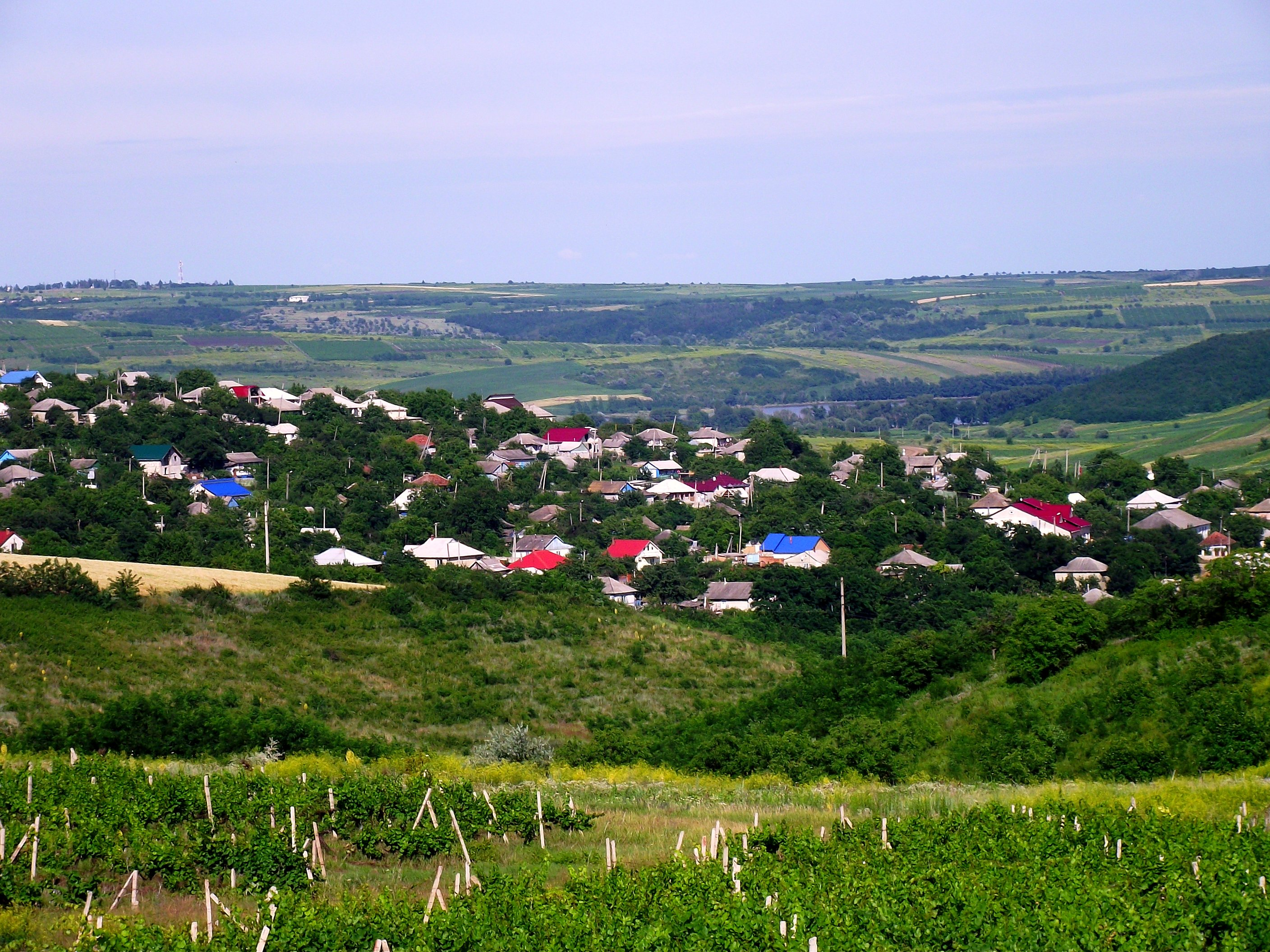
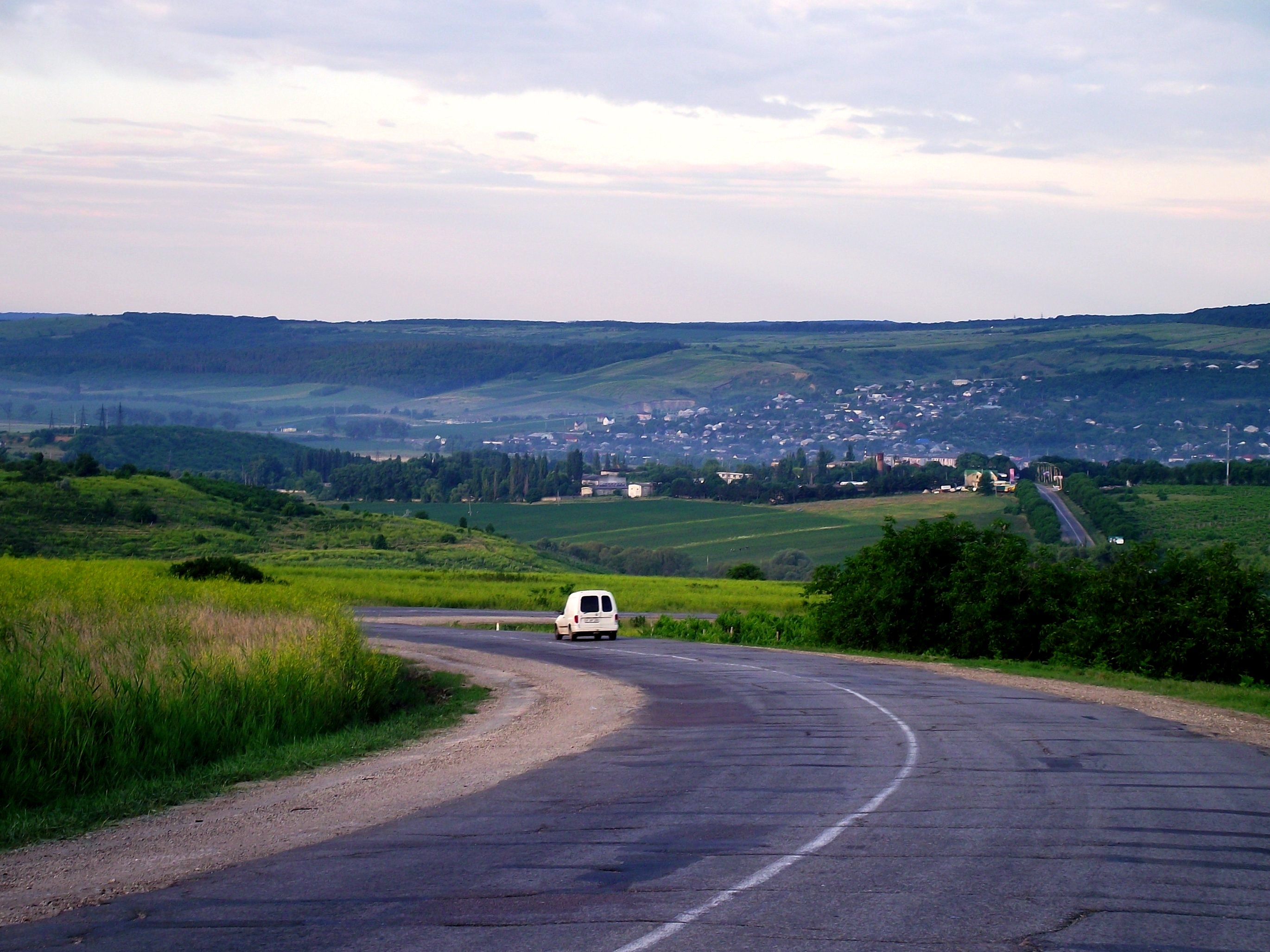